# Mairieux
Mairieux é uma comuna francesa na região administrativa de Altos da França, no departamento do Norte. Estende-se por uma área de 6.49 km². Em 2010 a comuna tinha 733 habitantes (densidade: 112,9 hab./km²).